# Juris Poikāns
Juris Poikāns (ur. 3 września 1974 w Rydze) – łotewski dyplomata, w latach 2015–2021 ambasador Łotwy na Ukrainie. Od grudnia 2021 ambasador Łotwy w Polsce, od 2022 akredytowany także w Rumunii i Bułgarii. Od maja 2023 ambasador Łotwy w Iraku. 

## Życiorys
Studiował na Uniwersytecie Łotewskim, gdzie uzyskał tytuł licencjata z dziedziny nauk politycznych oraz magistra w dziedzinie nauk społecznych. Kształcił się również na Uniwersytecie w Oxfordzie, odbywał także kursy na Uniwersytecie w Umeå, Europejskim Centrum Studiów Bezpieczeństwa George C. Marshalla oraz Akademii Służby Zagranicznej w Pakistanie.
W 1996 podjął pracę w Ministerstwie Spraw Zagranicznych Republiki Łotewskiej, gdzie pracował m.in. jako ekspert ds. polityki krajów Europy Wschodniej oraz Rosji. Pracował na placówkach dyplomatycznych w Moskwie i Mińsku. W ramach łotewskiego MSZ był członkiem Grupy Planowania Politycznego oraz zastępcą dyrektora politycznego resortu. Był zastępcą szefa misji łotewskiej w USA. Sprawował funkcję ambasadora w Słowenii, a także nierezydującego ambasadora Łotwy w Bośni i Hercegowinie, Kosowie oraz Mołdawii. Był ambasadorem ds. Partnerstwa Wschodniego w MSZ. W grudniu 2015 objął misję ambasadora Łotwy na Ukrainie, zaś w grudniu 2021 został ambasadorem Łotwy w Polsce, składając listy uwierzytelniające prezydentowi Andrzejowi Dudzie. W czerwcu 2022 został akredytowany w Rumunii, zaś w październiku 2022 w Bułgarii.
15 maja 2023 złożył listy uwierzytelniające jako nowy, nierezydujący ambasador Łotwy w Iraku. 
Mówi w językach angielskim, rosyjskim oraz ukraińskim. Zna podstawy języka słoweńskiego i francuskiego. W 2023 został odznaczony Krzyżem Komandorskim Orderu Zasługi Rzeczypospolitej Polskiej oraz łotewskim Orderem Trzech Gwiazd III stopnia. Posiada obywatelstwo honorowe Sławutycza. W 2025 otrzymał Krzyż Komandorski z Gwiazdą Orderu Zasługi RP.